# Barrage de Karuma
Le barrage de Karuma est un barrage situé en Ouganda près des chutes éponymes. Le barrage a une capacité hydroélectrique de 600 MW. Sa construction a démarré en 2013 et son achèvement était initialement prévu en 2018. Le projet a été construit par Sinohydro et financé par l'aide financière du gouvernement chinois notamment via un prêt de 1,4 milliard de dollars,.  
Il s'agit d'un des trois projets hydroélectriques destinés à un développement immédiat, avec la centrale hydroélectrique d'Ayago (600 MW) et la centrale électrique d'Isimba (183 MW), pour atténuer les pénuries d'électricité chroniques et récalcitrantes qui sévissent en Ouganda depuis les années 1990, et pour répondre aux besoins nationaux prévus de 1 130 MW d'ici 2023.
En août 2022, après des retards causés entre autres par l'épidémie de Covid-19, la centrale était achevée à 99 % et les lignes à 99,6 %. Sinohydro prévoyait de fournir la moitié de sa production (300 MW) en 2023.